# Mt.富士ヒルクライム
Mt.富士ヒルクライム（マウントふじヒルクライム）は、山梨県の富士山北麓で開催されている自転車ロードレースであり、ヒルクライムレースとして、標高差、ゴール地点の標高、参加者の人数のいずれにおいても日本有数の規模を誇る。2011年大会の参加定員は5500人である。

## 主催者
Mt.富士ヒルクライム大会実行委員会（山梨県自転車競技連盟、山梨県サイクリング協会、富士吉田市陸上競技協会、山梨日日新聞社、山梨放送、アールビーズ）

## コース
- 富士北麓公園～富士山5合目、富士山有料道路（富士スバルライン）を走行
- 全長24km、標高差1,255m（スタート地点1,051m, ゴール地点2,306m）
- 勾配：平均5.2%、最大7.8%

## 歴代優勝者
- 2004年 筧五郎
- 2005年 村山利男
- 2006年 池本幸男
- 2007年 藤田晃三
- 2008年 クリス・リンタマン
- 2009年 村山利男
- 2010年 森正
- 2011年 田崎友康
- 2012年 田崎友康
- 2013年 乾友行
- 2014年 本柳隆志
- 2015年 中村龍太郎
- 2016年 森本誠
- 2017年 兼松大和
- 2018年 田中裕士
- 2019年 佐々木遼
- 2020年 新型コロナにより中止
- 2021年 池田隆人
- 2022年 真鍋晃
- 2023年 金子宗平
- 2024年 金子宗平
- 2025年  石井雄悟

## その他
日本体育大学スケート部や富士急行スケート部の選手も参加しており、髙木美帆、菊池彩花、押切美沙紀らは年齢別で上位入賞している。